# Kanton Ryes
Der Kanton Ryes war von 1801 bis 2015 ein französischer Wahlkreis im Département Calvados und in der damaligen Region Basse-Normandie. Er umfasste 25 Gemeinden im Arrondissement Bayeux; sein Hauptort (frz.: chef-lieu) war Ryes. Die landesweiten Änderungen in der Zusammensetzung der Kantone brachten im März 2015 seine Auflösung. Vertreter im Generalrat des Départements war zuletzt von 2001 bis 2015 François de Bourgoing (UMP).

## Geschichte
Der Kanton wurde am 4. März 1790 im Zuge der Einrichtung der Départements als Teil des damaligen „District de Bayeux“ gegründet. Mit der Schaffung der Arrondissements am 17. Februar 1800 wurde der Kanton als Teil des damaligen Arrondissements Bayeux neu zugeschnitten.

## Gemeinden
| Gemeinde               | Einwohner Jahr | Fläche km² | Bevölkerungsdichte | Code INSEE | Postleitzahl |
| ---------------------- | -------------- | ---------- | ------------------ | ---------- | ------------ |
| Arromanches-les-Bains  | 540 (2013)     | 1,37       | 394 Einw./km²      | 14021      | 14117        |
| Asnelles               | 587 (2013)     | 2,52       | 233 Einw./km²      | 14022      | 14960        |
| Banville               | 686 (2013)     | 4,68       | 147 Einw./km²      | 14038      | 14480        |
| Bazenville             | 147 (2013)     | 4,07       | 36 Einw./km²       | 14049      | 14480        |
| Colombiers-sur-Seulles | 172 (2013)     | 3,29       | 52 Einw./km²       | 14169      | 14480        |
| Commes                 | 375 (2013)     | 6,64       | 56 Einw./km²       | 14172      | 14520        |
| Crépon                 | 218 (2013)     | 5,42       | 40 Einw./km²       | 14196      | 14480        |
| Esquay-sur-Seulles     | 318 (2013)     | 2,9        | 110 Einw./km²      | 14250      | 14400        |
| Graye-sur-Mer          | 633 (2013)     | 6,54       | 97 Einw./km²       | 14318      | 14470        |
| Longues-sur-Mer        | 629 (2013)     | 12,29      | 51 Einw./km²       | 14377      | 14400        |
| Magny-en-Bessin        | 159 (2013)     | 4,42       | 36 Einw./km²       | 14385      | 14400        |
| Le Manoir              | 196 (2013)     | 5,88       | 33 Einw./km²       | 14400      | 14400        |
| Manvieux               | 127 (2013)     | 2,82       | 45 Einw./km²       | 14401      | 14117        |
| Meuvaines              | 147 (2013)     | 7,36       | 20 Einw./km²       | 14430      | 14960        |
| Port-en-Bessin-Huppain | 1.995 (2013)   | 7,56       | 264 Einw./km²      | 14515      | 14520        |
| Ryes                   | 502 (2013)     | 9,59       | 52 Einw./km²       | 14552      | 14400        |
| Saint-Côme-de-Fresné   | 251 (2013)     | 4,31       | 58 Einw./km²       | 14565      | 14960        |
| Sainte-Croix-sur-Mer   | 250 (2013)     | 2,08       | 120 Einw./km²      | 14569      | 14480        |
| Sommervieu             | 1.027 (2013)   | 4,3        | 239 Einw./km²      | 14676      | 14400        |
| Tierceville            | 167 (2013)     | 2,62       | 64 Einw./km²       | 14690      | 14480        |
| Tracy-sur-Mer          | 353 (2013)     | 3,72       | 95 Einw./km²       | 14709      | 14117        |
| Vaux-sur-Aure          | 336 (2013)     | 7,6        | 44 Einw./km²       | 14732      | 14400        |
| Ver-sur-Mer            | 1.581 (2013)   | 9,01       | 175 Einw./km²      | 14739      | 14114        |
| Vienne-en-Bessin       | 290 (2013)     | 4,1        | 71 Einw./km²       | 14744      | 14400        |
| Villiers-le-Sec        | 305 (2013)     | 2,71       | 113 Einw./km²      | 14757      | 14480        |

## Bevölkerungsentwicklung
| 1962  | 1968  | 1975  | 1982  | 1990   | 1999   | 2006   | 2011   |
| ----- | ----- | ----- | ----- | ------ | ------ | ------ | ------ |
| .8284 | .8355 | .8658 | .9622 | 10.611 | 10.899 | 11.644 | 12.108 |